# Мале Озерне
Мале Озерне (рос. Малое Озерное) — селище Багратіоновського району, Калінінградської області Росії. Входить до складу Гвардійського сільського поселення.
Населення — 47 осіб (2015 рік).

## Географія
Селище розташоване за 2 км від районного центру — міста Багратіоновська, 37 км від обласного центру — міста Калінінграда та 1086 км від Москви.

## Історія
Мало назву Ауклаппен до 1946 року.

## Населення
За даними перепису 2010 року, у селі мешкало 47 осіб, з них 23 (48,9 %) чоловіків та 24 (51,1 %) жінок. Згідно з переписом 2002 року, у селі мешкало 49 осіб, з них 24 чоловіків та 25 жінок.

## Пам'ятки
У селищі збереглися:
- Будинок, у якому в 1807 році була ставка російсько-пруської армії.